# Język silte
Język silte (gurage wschodni, silt’e, selti) – język etiopski z grupy południowej transwersalnej, którym posługuje się ponad 900 tys. osób. Jest nauczany w szkołach podstawowych i średnich w Etiopii. Jest zapisywany pismem etiopskim, podobnie jak język amharski.

## Dialekty
- enneqor (inneqor)
- ulbarag (urbareg)